# Haardtrand – Hinkelberg
Das Naturschutzgebiet Haardtrand – Hinkelberg liegt auf dem Gebiet des Landkreises Südliche Weinstraße in Rheinland-Pfalz. Das 26,24 ha große Gebiet, das im Jahr 1991 unter Naturschutz gestellt wurde, erstreckt sich westlich und südwestlich der Ortsgemeinde Weyher in der Pfalz. Die Landesstraße 506 verläuft streckenweise direkt am östlichen Rand des Gebietes.